# Leptogenys vitiensis
Leptogenys vitiensis är en myrart som beskrevs av Mann 1921. Leptogenys vitiensis ingår i släktet Leptogenys och familjen myror. Inga underarter finns listade i Catalogue of Life.